# Grimoaldo IV de Benevento

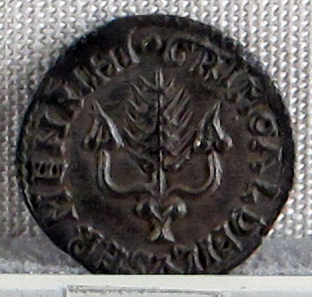
Emisión de plata de Grimoaldo IV

Grimoaldo IV (asesinado en 817), llamado Falco, fue un Príncipe lombardo de Benevento desde 806 hasta su muerte. Fue thesaurarius (o stolesayz/stoleseyz), antes de convertirse en príncipe después de la muerte de Grimoaldo III, por encima del propio hijo de Grimoaldo, Ilderico, otro stoleseyz.
En 812, se vio obligado a pagar 25.000 solidi como tributo a Carlomagno. En 814, prometió un tributo anual de 7000 solidi a Ludovico Pío. Estas promesas, sin embargo, nunca se cumplieron y su sucesor, Sico, dio las mismas falsas garantías. Los príncipes de Benevento eran, en la práctica, independentes hasta el final del siglo IX no reconocerían el poder de los francos. Grimoaldo fue asesinado en 817 por un complot de nobles que ansiaban usurparle el trono.